# Король Олег Богданович

Перепустка Олега Короля, видана 2000 року.

Коро́ль Оле́г Богда́нович (нар. 11 березня 1952, с. Лучиці, Сокальський район, Україна) — український перекладач. Автор перекладів із шведської, англійської, польської, чеської, болгарської, німецької, французької мов. Учасник Української вікіпедії. Живе і працює у Львові.
Найбільше має перекладів зі шведської — двадцять дві книжки (враховуючи журнальні публікації), з яких опубліковано дев'ятнадцять. Переклад з неї почав із творів шведа Віллі Чюрклунда. Переклав п'ять книжок цього сюрреаліста. Загальний обсяг опублікованих і неопублікованих робіт Олега Короля, за його даними, в липні 2025 року становив 21,826 мільйона машинописних знаків.
Співпрацював з часописами «Post-Поступ», «Формула поступу», «Колоквіум+», «Спортивне рев'ю» і «День». Був літературним редактором газети «Експрес» у Львові.
Перший значний успіх прийшов до Олега Короля у 2007 році, коли вийшла друком його перша книжка — переклад роману американської письменниці Тоні Моррісон «Пісня Соломона» (видавництво «Юніверс», серія «Лауреати Нобелівської премії»).

## Життєпис
Олег Король народився в Лучицях, у сім'ї Богдана Короля (1929—1992), вчителя української мови та історії, і Марії Король (1930—2020), вчительки французької мови. 1954 року родина перебралася в село Волицю Львівської області. Там Олег у 1959—1967 роках навчався у восьмирічній школі. Дитинство і юність разом із братом Романом (1956—2023) провів у селі.
Завдяки дідові Степану — вчителеві української та німецької, Олег у неповні чотири роки вмів читати. З дитинства мав потяг до мов і ще в дошкільному віці брав від діда перші уроки німецької. Польської теж вчився від діда й бабці Ганни. Старанно вивчав російську (з радіо і дитячих книжок), у 1950-ті роки мало хто в селі нею володів. Потім, у п'ятому класі, поперечитував мамині підручники французької мови за п'ятий—восьмий класи.
Ще малим Олег Король вирішив, що стане або письменником, або художником. Однак 1969 року, закінчивши середню школу № 1 у Сокалі, вступив до Львівського політехнічного інституту. Працював токарем у сокальській «Сільгосптехніці» та їздив до Червонограда на вечірні заняття. Там вивчав французьку, у вікні між парами ходив додатково ще й на лекції німецької мови. Наступного року вступив на стаціонар цього ж інституту (механіко-технологічний факультет), й там випало так, що вихідний у четвер мали тільки ті студенти, які вивчали англійську. Щоб заощадити собі цей день, Король почав вивчати цю мову з нуля й швидко догнав однокурсників. Ще на першому курсі записався у Львівську бібліотеку іноземної літератури й читав книжки польською, англійською, німецькою, чеською, словацькою та болгарською. Закінчив інститут у 1975-му, працював інженером у відділі технічної інформації на Львівському заводі телеграфної апаратури. Там час від часу доводилося перекладати технічні тексти. У 1976—1978 роках вдосконалював знання англійської на Київських вищих курсах іноземних мов (заочно). 1978 року Олег Король влаштувався на роботу інженера-конструктора у львівській філії тресту «Оргшляхбуд».
Не маючи квартири, Олег Король з 1980-го по 1985 рік у буквальному розумінні слова прожив на своєму робочому місці. У вільний час підробляв, виконуючи студентські курсові проєкти та роботи з різноманітних технічних дисциплін, багато читав. Вперше опублікувався в журналі «Україна» у 1982 році (збірка афоризмів). Ще студентом спробував перекладати Вільяма Сарояна, але серйозно займатися перекладами став наприкінці сімдесятих — на початку вісімдесятих. Відтоді працював майже безупинно — здебільшого «в шухляду». Частина цього доробку вийшла друком значно пізніше (Северський, Моррісон, Юнсон, Енквіст, Чюрклунд), решта залишилася в електронному вигляді. У 1985-му Король ризикнув надіслати свої роботи до «Всесвіту» — і першим опублікованим перекладом стало «Курупіру» чеха Вацлава Кайдоша (1986), а відтак — два оповідання його співвітчизника Едуарда Мартіна. Були й поляки — Станіслав Лем і Єжи Северський. У тому ж таки журналі опубліковано його переклади кримінальних повістей шведів Яна Мортенсона і Марії Ланґ.
1993 року, коли тривала криза й «Оргшляхбуд» мали розформувати, Олег Король різко змінив профіль і влаштувався на роботу літературного редактора в газеті «Post-Поступ». З 1995-го він редагував додатки розваг до газети «Експрес» — «Недільний Експрес» та «Азарт-клуб». Водночас під псевдонімом «Пан Олег» складав для цих видань кросворди, шаради й таке інше — авторське, як-от гігантосворди, іншомовочки, латишівочки, дзеркалівочки, забігайлівки та мутульки. Також провадив рубрику поезії. У ній і опублікував свої два-три вірші. Кільканадцять оповідань і віршів надруковано в різних виданнях, зокрема й сокальських, в альманасі «Соколиний край» і в газеті «Голос з-над Бугу». Паралельно працював літературним редактором у газетах «Формула поступу» (1995—1996), «Колоквіум+» (1995—1996), «Спортивне рев'ю» (1995, коротко) та «День» (1995, коротко). З початку 1996-го Олег Король редагував уже всю газету «Експрес», причому до 1998 року робив це самотужки, без коректорів. І далі готував матеріали для рубрики розваг. Звільнившись у грудні 2008 року, взявся до суто перекладацької роботи.

## Переклади

### Зі шведської
- Марія Ланґ. «Брешуть не тільки вбивці». — К.: «Всесвіт», 1998, № 7
- Ян Мортенсон. «Таємниця мексиканських божків смерти». — К.: «Всесвіт», 2000, № 5-6
- Генрік Мейнандер. «Фінляндія, 1944: війна, суспільство, настрої». — К.: «Темпора», 2010, 296 стор. ISBN 978-617-569-010-9
- Ейвінд Юнсон. «Ще раз, капітане!». — Тернопіль: Видавництво «Крок», 2013, 152 стор., ISBN 978-966-2362-73-2
- Богдан Кентржинський. «Мазепа». — К.: в-во «Темпора», 2013, 454 стор. ISBN 978-617-569-126-7
- Пер Улоф Енквіст. «Візит придворного лікаря». — Тернопіль: Видавництво «Крок», 2014, 276 стор. ISBN 978-617-692-158-5
- Віллі Чюрклунд. «Соланж». — Тернопіль: Видавництво «Крок», 2014, 68 стор. ISBN 978-617-692-203-2
- Віллі Чюрклунд. «Паровий коток» (складається із трьох збірок оповідань: «Паровий коток», «Смерть горностая» і «Перестарався коханець»). — Тернопіль, Видавництво «Крок», 2015, 236 стор. ISBN 978-617-692-269-8
- Марі Юнґстедт. «Четверта жертва». — К.: в-во «Темпора», 2015, 378 стор. ISBN 978-617-569-212-7
- Вернер фон Гейденстам. «Воїни Карла XII». — К.: Видавництво Жупанського, 2015, 336 стор. ISBN 978-966-2355-63-5
- Карін Боє. «Каллокаїн». — К.: Видавництво Жупанського, 2016, 184 стор. ISBN 978-966-2355-71-0
- Сельма Лаґерлеф. Оповідання «Різдвяний гість», «Історія в Гальстанесі».— Львів: журнал «Дзвін», 2017, № 11, стор. 215—222
- Геннінґ Манкелль. «П'ята жінка». — Харків: КСД, 2019, 592 стор. ISBN 978-617-12-5751-1
- Сельма Лаґерлеф. «Сага про маєток». — Львів: Апріорі, 2020, 128 стор. ISBN 978-617-629-589-1
- Ян Мортенсон. «Таємниця мексиканських божків смерти» — Львів: Апріорі, 2022, 216 стор. ISBN 978-617-629-699-7
- Марія Ланґ. «Брешуть не тільки вбивці». — Львів: Апріорі, 2022, 208 стор. ISBN 978-617-629-700-0
- Марія Ланґ. «Король наш Конвалія з гаю». — Львів: Апріорі, 2023, 192 стор. ISBN 978-617-629-790-1
- Марія Ланґ. «Поглянь — он смерть тебе чекає». — Львів: Апріорі, 2023, 192 стор. ISBN 978-617-629-787-1
- Марія Ланґ. «Чорне літо». — Львів: Апріорі, 2024, 168 стор. ISBN 978-617-629-819-9
- Сельма Лаґерлеф. Трилогія «Левеншельди» («Перстень Левеншельдів», «Шарлотта Левеншельд», «Анна Сверд»). — Львів: Апріорі, 2024, 576 стор. ISBN 978-617-629-855-7

Неопубліковані твори (в електронній формі):
- Віллі Чюрклунд. «Вчитель Ма»
- Марія Ланґ. «Без зворотного квитка»
- Артур Лундквіст. «Аґадір»
- Уно Мудін. «Справа поліцая»

### З англійської
- Тоні Моррісон; пер. українською Олег Король (2007). ред. Зоя Жук (ред.). Пісня Соломона (вид. 2007). Київ: Юніверс. ISBN 966-8118-46-4.
- Вільям Фолкнер. «Світло в серпні». — К.: Видавництво Жупанського, 2013. — 352 с. ISBN 978-966-2366-38-3
- Сіддгартха Мукерджі. «Імператор усіх хвороб: біографія раку». — К.: Видавництво Жупанського, 2013. — 520 стор. ISBN 978-966-2355-36-9
- Кліффорд Ґ. Крісченз, Марк Факлер, Кеті Бріттен Річардсон, Пеґґі Дж. Крешел, Роберт Г. Вудз-молодший. Медіяетика: практичні випадки та моральні міркування = Media Ethics: Cases and Moral Reasoning. — Львів : Видавництво Українського католицького університету, 2014. — 592 с. — ISBN 978-966-2778-18-2.
- Амброуз Бірс. Оповідання. «Вершник у небі», «Чикамоґа», «Один із пропалих безвісти», «Убитий під Ресакою», «Гіпнотизер», «Забите вікно», «Глечик сиропу» // Кур'єр Кривбасу, № 293-294-295, квітень-травень-червень 2014
- Мюрієл Спарк. «Портобелло-роуд» (Portobello Road), журнал «Київ», 2014, № 6, стор. 141—157
- Джон Фаулз. «Маг». — Харків: КСД, 2016, 560 стор. ISBN 978-617-12-1485-9
- Теодор Стерджон. «Воно». — Львів: журнал «Дзвін», 2017, № 1, стор. 261—275
- Роберт Артур-молодший. «Післяплата до раю». — Львів: журнал «Дзвін», 2017, № 2, стор. 216—224
- Ґрем Ґрін. «Кінець роману». — Харків: КСД, 2017, 224 стор. ISBN 978-617-12-3920-3
- Амброуз Бірс. «Зібрання творів». — К.: Видавництво Жупанського, 2017, 390 стор., ISBN 978-966-2355-84-0. Видання містить переклади збірок оповідань «Оповіді про солдатів і цивільних», «У вирі життя» й «Чи може таке трапитися?»
- Рей Бредбері. «Щось лихе насуває». — Тернопіль: Навчальна книга — Богдан, 2017, 208 стор. ISBN 978-966-10-5183-5
- Генрі Вільям Брандс. «Американський колóс: тріумф капіталізму у 1865—1900 роках». — К.: в-во «Темпора», 2017, 760 стор. ISBN 978-617-569-328-5
- Френсіс Скотт Фіцджеральд. «Я віддав би життя за тебе». Збірка з 18 оповідань. — Харків: КСД, 2018, 448 стор. ISBN 978-617-12-5082-6
- Володимир Набоков. «Справжнє життя Себастьяна Найта». — Харків: КСД, 2019, 222 стор. ISBN 978-617-12-5881-5
- Ірвін Ялом. «Коли Ніцше плакав». — Харків: КСД, 2019, 464 стор. ISBN 978-617-12-5060-4
- Ірвін Ялом, Мерилін Ялом. «Питання життя і смерті». — Харків: КСД, 2021, 272 стор. ISBN 978-617-12-8925-3
- Кріс Воллес, Міч Вайсс. «Зворотний відлік — 1945: атомна бомба та 116 днів, що змінили світ». — Х.: КСД, 2022, 304 стор. ISBN 978-617-12-9609-1. Книжка посіла сьоме місце у Всеукраїнському рейтингу «Книжка року-2022» (номінація «Минувшина»)[6]
- Макс Сеек. «Мисливець на відьом». — Х.: КСД, 2022, 368 стор. ISBN 978-617-12-9859-0
- Пітер С. Біґл. «Остання з однорогів», «Два серця». — Львів: Апріорі, 2024, 280 стор. ISBN 978-617-629-881-6
- Сідні Шелдон. «Якщо настане завтра». — Львів: Апріорі, 2025, 432 стор. ISBN 978-617-629-938-7

### З польської
- Станіслав Лем. «Професор Доньда». — К.: «Всесвіт», 1988, № 4
- Єжи Северський. «П'ять разів убивство». — К.: «Всесвіт», № 3—12, 2002
- Яків Гоніґсман. «Катастрофа львівського єврейства (1941—1944)». — Л.: часопис «Ї», 2009, № 58
- Станіслав Вінценз. «Уявна дійсність?» — Л.: часопис «Ї», 2009, № 58
- Станіслав Вінценз. «Львівські космополіти». — Л.: часопис «Ї», 2009, № 58
- Станіслав Лем. «Професор Доньда». у книжці «Із зоряних щоденників Ійона Тихого. Зі спогадів Ійона Тихого. Мир на Землі» із серії «П'ятикнижжя Лемове», том 3. — Тернопіль: Богдан, 2017. — 608 стор. / стор. 360—386. ISBN 978-966-10-4536-0, 978-966-10-4533-9
- Станіслав Лем. Теле- і радіоспектаклі «Оповідь першого відмороженого», «Вірний робот», «Подорож професора Тарантоги», «Дивний гість професора Тарантоги», «Година прийняття у професора Тарантоги», «Місячна ніч», «Чи існуєте ви, містере Джонсе?», «Плазування», «Чорна кімната професора Тарантоги», «Листковий пиріг» / «Шестикнижжя Лемове», том 2. — Тернопіль: Богдан, 2021. — 632 стор. / стор. 437—621. ISBN 978-966-10-6663-1

Неопубліковані твори (в електронній формі):
- Алекси Казберук. «Дальтонія»

### З чеської
- Вацлав Кайдош. «Курупіру». — К.: «Всесвіт», 1986, № 1
- Едуард Мартін. «Похоронне бюро суперобслуговування». — К.: «Всесвіт», 1989, № 6
- Едуард Мартін. «Гейша». — К.: «Всесвіт», 1990, № 11
- Едуард Петішка. «День як належить». — Сокаль: Альманах «Соколиний край», № 23-24, 2024, стор. 99-110
- Мирослав Костка. «Ах, Лео, Лео…» — Сокаль: Альманах «Соколиний край», № 23-24, 2024, стор. 111—112

### З німецької
- Вірші австрійських (Пауль Целан, Георг Тракль) і німецьких (Єнс Ґерлях, Армін Мюллер, Гельмут Прайслер, Фрідгельм Ґлюґер, Вальтер Вернер) поетів. — Альманах «Соколиний край» № 19-20, 2019—2020, стор. 110—121

Неопубліковані твори (в електронній формі):
- Віллі Майнк. «Красуня Мадана» (Die schöne Madana). Збірка індійських казок і притч
- Бернд Ульбріх. «Статуя короля» (Statue eines Königs)

### З французької
- Ален Фінкелькраут. «Світ, що відрікається від Заходу». — Л.: часопис «Ї», 1995, № 6
- Жан-Марі Доменак. «Европа: виклик культурі». — Л.: часопис «Ї», 1995, № 6

### З болгарської
- Добірка віршів болгарських поетів (Дора Габе, Атанас Далчев, Никола Вапцаров, Веселин Ханчев, Валерій Петров, Петар Алипієв, Георгій Джагаров, Никола Христозов, Анастас Стоянов, Орлин Орлинов, Андрей Германов, Євтим Євтимов, Іван Николов, Борис Христов). — Сокаль: альманах «Соколиний край», № 7, 2007

### З української
- Олег Король. «Українсько-польське» (переклади польською віршів Данила Кулиняка, Миколи Рябчука, Володимира Полянчука, Василя Терещука, Романа Скиби, Володимира Павліва, Дмитра Онковича, О. Кришталевої і Миколи Семенюка). — Тернопіль, Видавництво «Крок», 2014, стор. 138. ISBN 978-617-692-216-2

## Власні твори
- Добірка віршів. — Львів: журнал «Дзвін», 2017, № 12, стор. 109—114

## Нагороди і відзнаки
- 2013 року на XX Форумі видавців у Львові «Імператор усіх хвороб: біографія раку» увійшов у двадцятку найкращих книжок форуму, а перекладача нагороджено персональною відзнакою та сертифікатом від члена журі Ольги Герасим'юк «за визначний внесок в український переклад спеціальної літератури, що утверджує людяність».